# مصطفی العلاوی
مصطفی العلاوی (انگلیسی: Mustapha Allaoui؛ زادهٔ ۳۰ مهٔ ۱۹۸۳) بازیکن فوتبال اهل مراکش است.
از باشگاه‌هایی که در آن بازی کرده‌است می‌توان به باشگاه فوتبال ارتش سلطنتی مراکش، باشگاه فوتبال گنگام، باشگاه فوتبال الوداد کازابلانکا، و باشگاه ورزشی مغرب فاسی اشاره کرد.
وی همچنین در تیم ملی فوتبال مراکش بازی کرده‌است.